# Tipula petiolaris
Tipula petiolaris är en tvåvingeart som beskrevs av Alexander 1940. Tipula petiolaris ingår i släktet Tipula och familjen storharkrankar.
Artens utbredningsområde är Ecuador. Inga underarter finns listade i Catalogue of Life.